# Les Voleurs d'esprit
Les Voleurs d'esprit (Dagger of the Mind) est le neuvième épisode de la première saison de la série télévisée Star Trek. Dixième épisode à avoir été produit, il fut diffusé pour la première fois le 3 novembre 1966 sur la chaîne NBC.
À la suite de l'irruption d'un étrange détenu, le capitaine Kirk et Helene Noel, une psychiatre de l'Enterprise partent inspecter Tantalus, la prison d'où il est issu et où des expériences de contrôle psychologique sont faites sur les prisonniers. L'épisode évoque les manipulations mentales.

## Distribution

### Acteurs principaux
- William Shatner : James Tiberius Kirk (VF : Yvon Thiboutot)
- Leonard Nimoy : Spock (VF : Régis Dubost)
- DeForest Kelley : Leonard McCoy
- Nichelle Nichols : Nyota Uhura

### Acteurs secondaires
- James Gregory : Dr Tristan Adams
- Morgan Woodward : Dr Simon van Gelder
- Marianna Hill : lieutenant Helen Noel
- Larry Anthony : M. Berkley
- Susanne Wasson : Lethe
- John Arndt : membre d'équipage
- Eli Behar : thérapeute
- Walt Davis : thérapeute de Tantalus
- Ed McCready : détenu
- Lou Elias : gardien
- Eddie Paskey : lieutenant Leslie
- Frank da Vinci : lieutenant Brent
- Irene Sale : doublure de Marianna Hill

## Synopsis
Profitant de la livraison d'une cargaison à la colonie pénitentiaire de Tantalus V, un passager clandestin, aliéné et violent, Simon Van Gelder, monte à bord de l'Enterprise et exige l'asile. Après l'avoir capturé, Spock découvre que Van Gelder est un ancien associé du docteur Tristan Adams, administrateur de Tantalus, affecté à la colonie depuis seulement six mois.
Simon Van Gelder affirme que Tristan Adams a affecté ses facultés mentales en expérimentant sur lui un dispositif de thérapie qui permet de réhabiliter les incorrigibles : le neutralisateur neural, ce dont doute McCoy. Il semble affirmer que Kirk est en danger sur la colonie, et que le Dr Adams veut détruire les consciences. Spock est forcé d'utiliser une technique antique de fusion mentale vulcaine, pour apprendre la vérité que Van Gelder ne peut dire consciemment. Il apprend qu'Adams a expérimenté sa machine sur divers individus, y compris Van Gelder.
À la colonie, la nuit, Kirk et Noel étudient le neutralisateur neural seuls. Kirk veut expérimenter le dispositif sur lui. Ils apprennent que le dispositif est plus efficace qu'Adams le prétend, mais cette connaissance vient trop tard : Adams les surprend, immobilise Noel, et commence, à l'aide du dispositif, à conditionner Kirk.
Combattant contre les suggestions placées dans son esprit par Adams, Kirk demande à Noel de passer par les conduits de climatisation, dans l'espoir qu'elle puisse trouver les commandes électriques et mettre le champ de force de sécurité hors d'usage pour permettre une communication. Noel parvient à couper le champ assez longtemps pour que Spock et une force de sécurité se téléportent.
À son arrivée, Spock rétablit le courant, exposant involontairement le Dr Adams au rayonnement neural et à la mort.
Ouvrant la cellule pour délivrer Kirk, il le surprend embrassant Helen Noel (Marianna Hill) : Kirk est toujours victime de son conditionnement... Le Dr Van Gelder guéri, il reprend ses responsabilités à la colonie. Il a également démantelé et détruit l'équipement neural.

## Autour de l'épisode
- L'épisode marque la première apparition de la fusion mentale vulcaine.
- Ni Scotty, ni Hikaru Sulu et ni Janice Rand n'apparaissent dans cet épisode.
- Cet épisode mentionne la fête de Noël, une des rares fois où une fête religieuse est mentionnée dans la série et qui fait écho au nom de la psychologue Helen Noel.
- Dans un épisode de Star Trek: Deep Space Nine le Dr Van Gelder est toujours responsable de la colonie pénale de Tantalus en 2370.
- Le titre, en version originale, de cet épisode vient de la pièce Macbeth de William Shakespeare. Macbeth se prépare à assassiner les enfants de son roi et voit un poignard qu'il essaye de saisir, avant de découvrir que c'est une invention de son imagination.
- Le nom « Lethe » est une référence au Léthé, le « fleuve de l'oubli » dans la mythologie grecque.
- Le nom de la colonie fait référence au mythe de Tantale.

## Production
Cet épisode est le dernier à être uniquement produit par Gene Roddenberry. Dès le prochains épisode produit, Miri, il sera accompagné par Gene L. Coon

### Écriture
Le scénariste Shimon Wincelberg fut engagé le 30 mars 1966 afin d'écrire le scénario de l'épisode. Celui-ci prit le pseudonyme de S. Bar-David pour écrire le scénario, rempli d'allusions à la religion juive. À l'origine, au lieu du personnage d'Hélène Noel se trouvait en fait Janice Rand le personnage de Grace Lee Whitney, mais cela fut changé car la production trouvait que cela l'engageait avec Kirk sentimentalement. De plus, Spock devait placer ses mains sur l'abdomen de Van Gelder pour pénétrer son esprit.
L'épisode connut de nombreuses réécritures et fut finalisé le premier jour du tournage, le 9 août 1966.

### Tournage
Le tournage eu lieu du 9 au 17 août 1966 au studio de la compagnie Desilu Productions sur Gower Street à Hollywood sous la direction de Vincent McEveety celui-ci enchaina directement avec le tournage de Miri.
À l'origine, c'était le personnage de Scotty qui devait actionner le téléporteur au début de l'épisode mais le producteur Bob Justman estima que payer James Doohan juste pour cette séquence serait trop onéreux et il fut remplacé par un autre acteur.
Morgan Woodward raconta que jouer cet épisode fut extrêmement éprouvant pour lui, notamment les séquences où il s'énerve. Juste après sa période de tournage il prit quatre jours de repos. Néanmoins cet épisode lui a permis de lui ouvrir de nouvelles opportunités dans sa carrière d'acteur et il reviendra jouer pour la série dans l'épisode Nous, le peuple.

## Diffusions

### Diffusion aux États-Unis
L'épisode fut retransmis à la télévision pour la première fois le 3 novembre 1966 sur la chaîne américaine NBC en tant que neuvième épisode de la première saison.

### Diffusion au Canada, Royaume-Uni et Québec
L'épisode fut diffusé au Royaume Uni le 11 octobre 1969 sur BBC One.
En version francophone, l'épisode fut diffusé au Québec en 1971. 

### Diffusion en France
En France, l'épisode est diffusé le 27 août 1986 lors de la rediffusion de l'intégrale de Star Trek sur La Cinq.

## Réception critique
Dans un classement pour le site Hollywood.com, Christian Blauvelt place cet épisode à la 31e position sur les 79 épisodes de la série originelle et estime que l'épisode est un épisode assez bien construit sur un fou dirigeant un hôpital psychiatrique. 
Pour le siteThe A.V. Club, Zack Handlen donne à l'épisode la note de B trouvant que si l'épisode a d'excellents moments, ils ne collent pas avec le reste de l'histoire. Il trouve que la relation entre Kirk et Noel est artificielle et estime que Adams ne fait pas un méchant assez puissant. D'un autre côté, il trouve efficace ce que Nimoy fait avec Spock dans la séquence de fusion mentale et estime que la machine à laver les esprits et ses effets sur Adams sont les moments les plus mémorables de l'épisode.
L'épisode a été parodié par South Park dans l'épisode de la saison 2 Roger Ebert devrait manger moins gras.

## Adaptations à l'écrit
L'épisode fut novélisé sous forme d'une nouvelle de 17 pages par James Blish dans le livre « Star Trek », un recueil compilant différentes histoires de la série et sortit en janvier 1967 aux éditions Bantham Books. En France, cette novélisation fut publiée en 1991 aux éditions Claude Lefrancq Éditeur sous le nom "Un esprit tranchant" dans le recueil Star Trek 1 : La dernière créature traduit par Paul Couturiau.

## Éditions commerciales
Aux États-Unis, l'épisode est disponible sous différents formats. En 1985, l'épisode est sorti en VHS et Betamax. L'épisode sortit en version remastérisée sous format DVD en 1999 et 2004. Il connut une remasterisation sortie le 23 juin 2007 : L'Entreprise fut modélisé à nouveau ainsi que les plans de la planète jumelle à la Terre. L'édition Blu-ray de la série fut diffusée en avril 2009.
En France, l'épisode fut disponible avec l'édition VHS de l'intégrale de la saison 1, sortie le 13 janvier 2000. L'édition DVD est sortie le 30 août 2004 et l'édition Blu-ray le 29 avril 2009.